# Minamoto no Ichiman
Minamoto no Ichiman est un nom japonais traditionnel ; le nom de famille (ou le nom d'école), Minamoto, précède donc le prénom (ou le nom d'artiste).
Minamoto no Ichiman (源 一幡, 1198 – 8 octobre 1203) est le fils ainé de Minamoto no Yoriie, second shogun Kamakura. Sa mère, Wakasa no Tsubone, est la fille de Hiki Yoshikazu et l'enfant est élevé par le clan Hiki. Minamoto no Ichiman meurt à six ans, victime de la lutte pour le pouvoir qui suit la mort soudaine de Minamoto no Yoritomo.
Lorsqu'en 1203 Yoriie tombe gravement malade, le clan Hōjō soutient son frère Senman (future troisième shogun Minamoto no Sanetomo) comme successeur, tandis que les Hiki soutiennent Ichiman,. Pour éviter que le pouvoir ne tombe entre les mains des Hiki, les Hōjō décident de s'en débarrasser ainsi que de leur protégé.
Sur un prétexte, Hōjō Tokimasa invite chez lui Hiki Yoshikazu et l'assassine. S'ensuit une bataille entre les clans. Les Hiki sont défaits par une coalition des Hōjō, des Wada, des Miura et des Hatakeyama et exterminés. Ichiman qui a six ans est également tué au cours des combats. La résidence des Hiki est détruite par un incendie et à la place se trouve le temple bouddhiste Myōhon-ji dans la vallée Hikigayatsu. La tombe d'Ichiman se trouve toujours dans le cimetière, à côté du cénotaphe du clan Hiki.
Le jeune frère d'Ichiman, Kugyō (Minamoto no Yoshinari) est forcé de se faire moine bouddhiste et en 1219 à l'âge de 20 ans, assassine son oncle Sanetomo. Minamoto no Yoshinari est lui-même immédiatement exécuté pour ce crime, ce qui met soudainement fin à la dynastie Seiwa Genji, branche familiale du clan Minamoto.

## Source de la traduction
- (en) Cet article est partiellement ou en totalité issu de l’article de Wikipédia en anglais intitulé « Minamoto no Ichiman » (voir la liste des auteurs).